# L'amante del torero
L'amante del torero (Bullfighter and the Lady) è un film del 1951 diretto da Budd Boetticher. Storia romantica ambientata nell'ambiente delle arene messicane, ha come interpreti principali maschili Robert Stack e Gilbert Roland, mentre il ruolo femminile di Anita de la Vega venne affidato a Joy Page. Tra gli altri interpreti, anche Katy Jurado che, con questo film, fece il suo debutto nel cinema statunitense.

## Produzione
Il film venne girato, montato e sonorizzato parte a Città del Messico, parte negli studios di Churubusco con il titolo di lavorazione Torero and Death in the Sands. Il soggetto, scritto dallo stesso regista insieme a Ray Nazarro, si rifà alla personale esperienza di apprendista torero di Boetticher che, stando a un articolo apparso sul Los Angeles Daily News, voleva con questo film far capire meglio al pubblico del suo paese l'arte della tauromachia. Al film presero parte alcuni veri toreri e Boetticher affidò il ruolo di co-protagonista all'attore Gilbert Roland, figlio di un matador, il grande Paquilo.
Durante le riprese, girando una sequenza della corrida, uno stuntman fu ucciso dal toro e un altro rimase ferito.

### Luoghi delle riprese
Girato in Messico, tra cui nei piccoli paesi di Xayai e Zacatapec, a Città del Messico, e nello stato del Querétaro. Le riprese negli studi di Churubusco durarono  dal 29 maggio al 15 luglio 1950.

### Musica
Per la colonna sonora, Victor Young usò motivi messicani, tra cui Luto en el alma, parole e musica di Claudio Estrada, e La Virgen de la Macarena, di B. B. Monterde e A. O. Caler, la melodia che viene eseguita per tradizione nell'arena e che qui accompagna i titoli di testa del film.

## Distribuzione
Distribuito dalla Republic Pictures, il film fu presentato a New York il 26 aprile 1951 per poi uscire nelle sale degli Stati Uniti il 15 maggio. A Città del Messico, il film fu proiettato in prima il 7 giugno 1951 con il titolo Tarde de Toros.
Con questo film, Boetticher e Nazarro ottennero nel 1952 la candidatura all'Oscar per il miglior soggetto.